# خورشیدگرفتگی ۵ ژانویه ۱۹۳۵
خورشیدگرفتگی ۵ ژانویه ۱۹۳۵ (به انگلیسی: Solar eclipse of January 5, 1935) یک خورشیدگرفتگی از نوع خورشیدگرفتگی جزئی است. این خورشیدگرفتگی در تاریخ ۵ ژانویه ۱۹۳۵ میلادی (‎۱۵ دی ۱۳۱۳ خورشیدی) روی داد که زمان اوج آن، ساعت ۵:۳۵:۴۶ به‌وقت ساعت هماهنگ جهانی بوده‌است.